# 中国驻安提瓜和巴布达大使馆
中华人民共和国驻安提瓜和巴布达大使馆（英語：Embassy of the People's Republic of China in Antigua and Barbuda），简称中国驻安提瓜和巴布达大使馆，是中华人民共和国驻安提瓜和巴布达的外交代表机构。驻安提瓜和巴布达大使馆兼辖对未建交国圣基茨和尼维斯的相关事务。

## 历史沿革
1983年1月1日，中华人民共和国和安提瓜和巴布达建交，并任命驻巴巴多斯大使兼驻安提瓜和巴布达。1989年9月，中国设立驻安提瓜和巴布达大使馆，并派驻临时代办主持馆务。1998年，中国开始派遣常驻大使。